# Shunji Karube
Shunji Karube (japanisch 苅部 俊二 Karube Shunji; * 8. Mai 1969 in Yokohama) ist ein ehemaliger japanischer Sprinter und Hürdenläufer, der sich auf die 400-Meter-Distanz spezialisiert hat. 1994 siegte er bei den Asienspielen über 400 m Hürden sowie 1998 in der 4-mal-400-Meter-Staffel. Zudem gewann er 1997 die Bronzemedaille über 400 Meter bei den Hallenweltmeisterschaften in Paris und wurde 1998 Asienmeister in der 4-mal-400-Meter-Staffel.

## Sportliche Laufbahn
Erste internationale Erfahrungen sammelte Shunji Karube vermutlich im Jahr 1989, als er bei der Sommer-Universiade in Duisburg im Halbfinale über 400 m Hürden nicht ins Ziel kam. 1991 belegte er bei den Studentenweltspielen in Sheffield in 46,49 s den fünften Platz im 400-Meter-Lauf und gelangte mit der japanischen 4-mal-400-Meter-Staffel mit 3:07,82 min auf Rang vier. Anschließend schied er bei den Weltmeisterschaften in Tokio mit 49,94 s im Halbfinale über 400 m Hürden aus. 1993 siegte er in 49,94 s bei den Ostasienspielen in Shanghai und anschließend schied er bei den Weltmeisterschaften in Stuttgart mit 49,31 s im Semifinale über 400 m Hürden aus. Zudem verpasste er mit der 4-mal-400-Meter-Staffel mit 3:02,43 min den Finaleinzug. Im Jahr darauf siegte er in 49,13 s bei den Asienspielen in Hiroshima im Hürdenlauf und belegte mit der Staffel in 3:10,91 min den vierten Platz. 1995 wurde er bei den Weltmeisterschaften in Göteborg im Halbfinale über 400 m Hürden disqualifiziert und kam mit der Staffel mit 3:01,46 min nicht über den Vorlauf hinaus. Im Jahr darauf nahm er an den Olympischen Sommerspielen in Atlanta teil und schied dort mit 48,96 s in der ersten Runde über 400 m Hürden aus und belegte mit der Staffel in 3:00,76 min im Finale den fünften Platz.
1997 gewann er bei den Hallenweltmeisterschaften in Paris in 45,76 s die Bronzemedaille über 400 Meter hinter dem Nigerianer Sunday Bada und Jamie Baulch aus dem Vereinigten Königreich. Zudem belegte er in 3:20,18 min den sechsten Platz in der 4-mal-400-Meter-Staffel. Im Mai gewann er bei den Ostasienspielen in Busan in 46,08 s die Silbermedaille über 400 Meter hinter dem Südkoreaner Son Ju-il und siegte im Staffelbewerb in 3:04,35 min. Im August schied er bei den Weltmeisterschaften in Athen mit 48,81 s im Halbfinale über 400 m Hürden aus und verpasste mit der Staffel mit 3:03,85 min den Finaleinzug. Daraufhin gelangte er beim IAAF Grand Prix Final in Fukuoka mit 49,02 s auf Rang sieben. Im Jahr darauf belegte er bei den Asienmeisterschaften ebendort in 46,22 s den sechsten Platz über 400 Meter und siegte mit der Staffel in 3:02,61 min gemeinsam mit Kenji Tabata, Jun Osakada und Masayoshi Kan. Im Dezember siegte er dann mit der Staffel in 3:01,70 min gemeinsam mit Jun Osakada, Kenji Tabata und Masayoshi Kan bei den Asienspielen in Bangkok und stellte damit einen neuen Spielerekord auf. 1999 belegte er bei den Hallenweltmeisterschaften in Maebashi in 3:06,22 min den fünften Platz im Staffelbewerb und im August schied er bei den Freiluftweltmeisterschaften in Sevilla mit 49,52 s in der ersten Runde über 400 m Hürden aus. Im Jahr darauf schied er mit der Staffel mit 3:13,63 min im Halbfinale bei den Olympischen Sommerspielen in Sydney aus. 2001 bestritt er seine letzten Wettkämpfe und beendete daraufhin seine aktive sportliche Karriere im Alter von 32 Jahren.
1993 wurde Karube japanischer Meister im 400-Meter-Lauf sowie 1994 und 1997 über 400 m Hürden.

## Persönliche Bestleistungen
- 400 Meter: 45,57 s, 6. September 1997 in Tokio
  - 400 Meter (Halle): 45,76 s, 9. März 1997 in Paris (japanischer Rekord)
- 400 m Hürden: 48,34 s, 5. Oktober 1997 in Tokio